# Monteluce
Monteluce è un quartiere di Perugia, parte dell'area subcomunale ex Circoscrizione I Centro storico Porta Sole.
Sviluppatosi sin dall'antichità come prolungamento del centro storico fuori dalle mura di cinta medioevali e, parallelamente, attorno alla Chiesa di Santa Maria Assunta - a ridosso della quale nell'Ottocento si è iniziato a costruire il Policlinico di Perugia, strutturato in numerosi plessi dal 2007 definitivamente trasferiti presso la nuova Azienda Ospedaliera Santa Maria della Misericordia - si è fiorentemente espanso dagli ultimi trent'anni del Novecento fino a raggiungere l'attuale popolazione circa 4 000 abitanti. Come tutti i nuclei esterni al centro di Perugia sviluppatisi lungo le direttrici collinari, il massiccio inurbamento (anni '50-'60) di Monteluce si ebbe sotto la pressione dell'industria edilizia, svincolato da un disegno organico.
Le mura più esterne rispetto alla cinta medievale, sorte nei secoli XIII-XIV, cingevano perpendicolarmente i vicoli sorti fuori della suindicata nei dintorni della Porta Pesa. Tratto poi demolito nell'Ottocento per fare spazio a nuovi edifici e alla dogana poi a loro volta demoliti nel Novecento.
Ha un'area di circa 870.000 m.2 prevalentemente non pianeggianti e un perimetro di circa 5–6 km. (ma nessuna divisione amministrativa è stata fatta in via ufficiale pertanto risulta difficile dirlo con certezza). È delimitato a nord, est e sud dal finire delle costruzioni in ragione del forte pendio che non ha consentita l'urbanizzazione (la città riprende ai piedi del colle con le frazioni di Casaglia e Ponte Felcino), a ovest da Corso Bersaglieri e dal Largo di Porta Pesa (ove si trova l'omonima porta della cinta medievale).
In ragione della presenza di uno dei poli ospedalieri più importanti e progrediti d'Italia, nonché della rinomata Facoltà di medicina e chirurgia dell'Università degli Studi di Perugia di via del Giochetto (oggi anch'essa trasferita presso il nuovo Policlinico e occupata da altri dipartimenti dell'ateneo), le sue strade erano trafficatissime e la zona era servita anche dal filobus linea 3 (1963-1975). I problemi di caos e traffico si sono ridotti drasticamente col trasferimento dell'ospedale, e oggi le vie principali del quartiere sono bloccate nei soli orari di punta (rimangono comunque strade importanti visto che portano verso il centro il flusso dell'Eugubino).

## Sant'Erminio
La parte settentrionale di Monteluce - che propriamente consiste nella sola sommità del colle, rappresentata dalla piazza principale ove s'innalza la chiesa di Santa Maria Assunta - e vale a dire quella zona che si sviluppa attorno alle diramazioni della via Eugubina, è nota come quartiere Sant'Erminio. Ivi si trova il Monastero delle Clarisse di Santa Maria di Monteluce in Sant'Erminio.

## Nuova Monteluce
Lo spostamento del Policlinico di Perugia a Sant'Andrea delle Fratte ha lasciato un enorme vuoto nel quale si è presto visto il rischio del degrado urbano. Per questa ragione, sin dal 2006 l'amministrazione si è attivata varando il progetto che si è poi denominato della "Nuova Monteluce" ad oggi ancora non completato interamente. Si sono realizzati parcheggi, aree verdi, residenze per studenti, un supermercato, una clinica privata, vari spazi pedonali (la piazza Cecilia Coppoli al centro del nuovo complesso). Il tutto compatibilmente con l'impatto ambientale (forte in ragione del fatto che il policlinico, esposto a sud, è ben visibile dall'area meridionale della città vecchia) e con la conservazione del Convento e di alcuni edifici - di cui si è ritenuta doverosa la conservazione - dell'ex ospedale (nello specifico uno dei numerosi padiglioni e la cappella). Si accede infatti all'area mediante il vecchio portale dell'ospedale, sicché la facciata su Piazza Monteluce è rimasta inalterata.
Non sono mancate, di recente, critiche connesse alla mancata esecuzione di parte dei lavori dovuta alla carenza dei fondi regionali per l'edilizia residenziale, che vede tutt'oggi le Imprese che hanno realizzato i lavori vantare crediti impagati per circa 3 mln di euro dal Fondo Monteluce.
Per tale questione pare si sia interessata anche la Presidente Donatella Tesei.

## Porta Pesa e Borgo Sant'Antonio
Nel largo di Porta Pesa si trova l'omonima porta urbica a sesto acuto del XII-XIII secolo appartenente alla cinta primitiva medioevale e realizzata in arenaria. Nota anche come Arco dei Tei, prende questo nome dall'abitazione lì vicina della famiglia dei Tei. Diversamente, il nome "pesa" viene dalla originaria presenza della bascula per la pesa dei carri, avendo l'amministrazione perugina lì stabilita una barriera daziaria.
Sul Corso Bersaglieri - zona ove è molto attivo l'associazionismo di quartiere - si tiene ogni 12 gennaio la festa di Sant'Antonio Abate protettore degli animali.

## Fontenuovo, San Bevignate e Cimitero monumentale

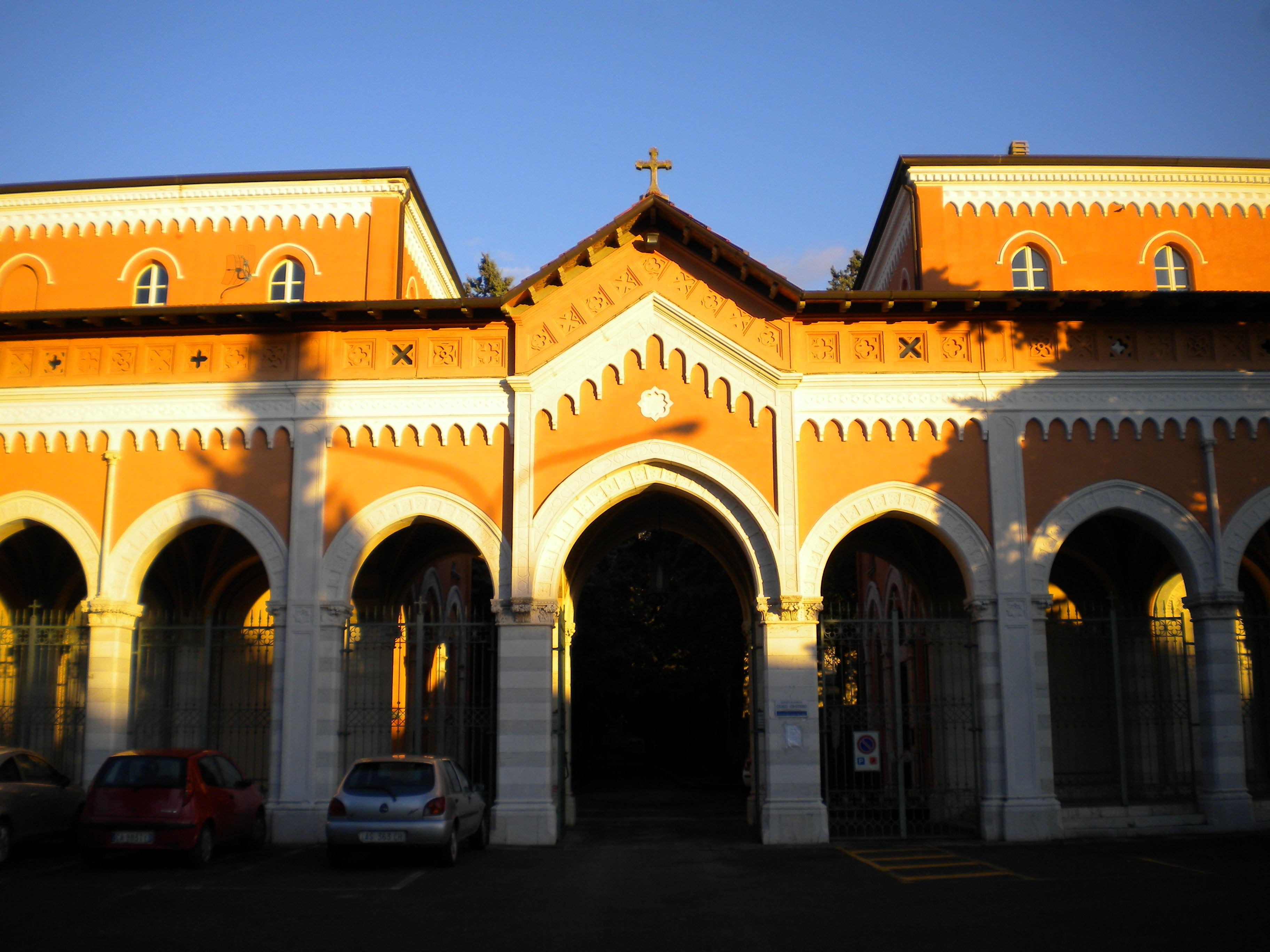
Il portico d'ingresso del Cimitero monumentale

Agli estremi del Monteluce, dirigendosi verso la frazione di Casaglia, oltre la quale si sviluppa la città bassa ai piedi dell'altura (Ponte Valleceppi e Pretola a nord-est e Ponte San Giovanni a sud-est), si incontrano i cimiteri storici di Perugia: lungo la via Enrico dal Pozzo (che, provenendo dal centro, prima attraversa il medievale borgo di Fontenuovo) vi sono sia il Cimitero monumentale sia il Cimitero comunale.
Poco prima si trova anche la Chiesa di San Bevignate (1256-1262), legata al culto del santo locale di cui non si hanno notizie attendibili se non che appartenne all'ordine dei Templari e dei cavalieri di Malta. Questa si staglia sul ciglio del colle ed è visibile da buona parte dell'est cittadino.

## Infrastrutture e trasporti
A partire dagli anni '60 è stata in servizio a Monteluce (con capolinea nell'omonima piazza, davanti all'ingresso del Policlinico) la linea 3 della rete filoviaria di Perugia, dismessa nel 1975.
Nel 2004 transitavano in piazza Monteluce oltre 10 linee urbane di autobus gestite da A.P.M. S.p.A. provenienti e dirette in ogni quartiere della città, per una frequenza media di circa 1 corsa ogni 2 minuti.
Sul finire degli anni '90 veniva approvato il progetto definitivo del Minimetro di Perugia comprensivo di due linee di cui una (la numero 2) interamente sotterranea con capolinea a Perugia Sant'Anna, passaggio per l'intersezione con la linea 1 "Pincetto" e terminal proprio a Monteluce. Ma i finanziamenti scarseggiavano, è sempre mancato il progetto esecutivo e il governo Renzi ha anche inserito l'opera tra le cc.dd. italiane incompiute. Taluni hanno ritenuto che il sistema Minimetrò fosse scarsamente funzionale se carente di questo troncone, altri hanno smorzato la critica in ragione del trasferimento del Policlinico in periferia. In merito, è stata anche proposta la realizzazione di una nuova tramvia a binario unico alternato con passaggio lungo viale Maria Alinda Bonacci Brunamonti e capolinea nella Nuova Monteluce, e il Comune di Perugia - sotto la giunta Romizi - ha preso in considerazione l'idea di un autobus a transito rapido (c.d. bus rapid transit).
Attualmente, il servizio gestito da Busitalia S.p.A. Umbria (Divisione per il T.P.L. urbano della città di Perugia) prevede il passaggio da Monteluce e Sant'Erminio delle linee bus A, C, D, F, L, N, P, Q, Z21 (parzialmente), 101, 104, 112, 114, 117 (parzialmente), 118 (solo in una direzione), 119, 121 (parzialmente), 122.